# Robert Morss Lovett

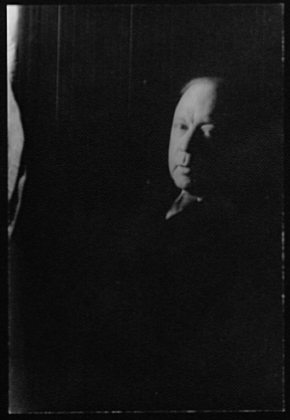
Robert Morss Lovett (fotografiert von Carl van Vechten)

Robert Morss Lovett (* 25. Dezember 1870 in Boston, Massachusetts; † 8. Februar 1956 in Chicago, Illinois) war ein US-amerikanischer Autor, Hochschullehrer und Politiker. Zwischen Dezember 1940 und Februar 1941 war er kommissarischer Gouverneur der Amerikanischen Jungferninseln.

## Werdegang
Robert Lovett studierte bis 1892 an der Harvard University. Danach war er dort für kurze Zeit selbst als Lehrer tätig. Seit 1893 gehörte er der Fakultät der University of Chicago an, wo er das Fach Englische Literatur lehrte. Im Lauf der Jahre stieg er bis zum Professor an dieser Universität auf. Diesen Grad erreichte er im Jahr 1909. Auch danach blieb er weiterhin Mitglied des Lehrkörpers der University of Chicago. Er verfasste einige Bücher über das Thema englische Literatur. Außerdem gab er zeitweise einige Zeitschriften heraus. Von 1921 bis 1940 war er Mitherausgeber des Magazins The New Republic. Seit 1908 war er Mitglied der American Academy of Arts and Letters.
Im Jahr 1939 wurde Lovett zum Secretary of State der Jungferninseln ernannt. Dieses Amt, das auch die Funktion eines Vizegouverneurs einschloss, bekleidete er bis 1943. Nach dem Rücktritt von Gouverneur Lawrence William Cramer und dem Amtsantritt des neuen Gouverneurs Charles Harwood war er zwischen dem 14. Dezember 1940 und dem 3. Februar 1941 kommissarischer Gouverneur dieses Gebietes. Danach fungierte er dort weiterhin als Secretary of State. Im Jahr 1943 wurde er beschuldigt, Kommunist zu sein, und seines Amtes enthoben. Er verlor nicht nur sein Amt auf den Jungferninseln. Ihm wurde auch untersagt, weiter im öffentlichen Dienst zu arbeiten. Lovett bestritt die Anschuldigungen und klagte vor dem Obersten Bundesgericht gegen diese Maßnahmen. Im Jahr 1946 gewann er seinen Prozess, der ihm eine Gehaltsentschädigung einbrachte. Seine frühere Position erhielt er aber nicht zurück. Er starb am 8. Februar 1956 in einem Krankenhaus in Chicago.